# Parque do Carmo (distrito de São Paulo)
Parque do Carmo é um distrito situado na zona leste do município de São Paulo, administrado pela Subprefeitura de Itaquera.
O parque que dá nome à região é o segundo maior da área metropolitana de São Paulo e foi criado em 1976, em área que pertencia a uma fazenda de Oscar Americano. Possui fauna e flora ricas, com macacos, gambás, lagartos, entre outros, além de atrações, como um planetário. Neste parque, desde 1978, é realizada a Festa das Cerejeiras, que comemora a florada da árvore símbolo do Japão.
No distrito existe uma unidade do SESC, designada por SESC Itaquera. Mas, apesar do nome, não fica em Itaquera, e sim no distrito do Parque do Carmo, como mostram os mapas oficiais da Prefeitura de São Paulo. O mesmo vale para a unidade da Associação Cristã de Moços (ACM) da Rua Léo de Afonseca e o Campus Zona Leste da UNIFESP.
Bairros de Parque do Carmo: Jardim Santa Marcelina; Jardim Nossa Senhora do Carmo; Vila Carmosina (parte); Jardim Marabá; Fazenda Nossa Senhora Do Carmo; Vila Ana Cláudia; Vila São Vicente; Chácara Santa Amélia; Jardim Elian; Conjunto Habitacional Gleba do Pêssego.

## História

### Ocupação inicial
Os primeiros ocupantes desta região foram três tribos indígenas, Itaquerús que originou o nome do distrito de Itaquera ("pedra dura", em tupi-guarani), Guaianás que originou o nome do distrito de Guaianases e Caaguaçús. Com o decorrer do tempo vieram para esta região uma Ordem católica chamada de Ordem Terceira do Carmo, que todos conheciam como Ordem dos Carmelitas. Eles tinham o intuito de catequizar os índios que aqui habitavam, e mostrar alguns de seus costumes, este choque cultural não aceito pelos índios teve o resultado de fuga destes para terras mais distantes.
A Ordem Carmelita transformou as terras em que estavam instaladas em Fazenda Caaguaçu no ano de 1722. A exploração agrícola e a criação de gado foram as principais atividades desenvolvidas na fazenda, com a substituição da mata original pelos produtos agrícolas, modificou o ecossistema da região, destruindo o habitat dos animais.
Em 1919 a fazenda foi vendida para a Companhia Pastoril e Agrícola, de propriedade do Coronel Bento Pires, que deu continuidade a criação de gado e principalmente o plantio de café, que tinha sua produção facilmente escoada pelo aproveitamento da ferrovia que passava perto de sua fazenda, que foi trazida até estas terras pelo engenheiro Artur Alvim.

### Primeiros loteamentos
Na década de 20, Bento Pires começa o que seria o primeiro processo de loteamento das terras da Fazenda Caaguaçu. Desse processo de loteamento surgiram os distritos da Vila Carmosina e da Cidade Líder, e o que restou destas terras passou a se chamar "Fazenda do Carmo". Nesta mesma época inicia-se a colonização japonesa, incentivada pelo coronel Bento Pires. Seu interesse era a formação de pequenas propriedades produtivas e que tivessem mão de obra especializada para fomentar o desenvolvimento agrícola da localidade.

### Oscar Americano
Na década de 40, o Coronel Bento Pires devido a desvalorização do café vende parte de suas terras para um engenheiro de construção civil da CBPO (Companhia Brasileira de Projetos e Obras), o Oscar Americano; este por sua vez loteou e vendeu parte desta propriedade no intuito de atrair pessoas da classe média e alta para a valorização de suas terras. Essas terras loteadas fazem parte atualmente do Jardim Nossa Senhora do Carmo, que em alguns pontos é conhecido como Morumbizinho, devido ao slogan utilizado para a venda de lotes na época: Venham morar no Morumbi da Zona Leste.
Com a morte de Oscar Americano em 1974, seus herdeiros resolveram vender a Fazenda do Carmo que foi divida entre a Prefeitura Municipal de São Paulo e a COHAB. A Prefeitura fez algumas benfeitorias nesta fazenda, e construiu banheiros, playground, churrasqueiras, e áreas de descanso. O Parque do Carmo foi inaugurado em 19 de setembro de 1976, e conta hoje com uma área de pouco mais de 1,5 milhão de metros quadrados, tornando-se o terceiro maior parque municipal da cidade de São Paulo.

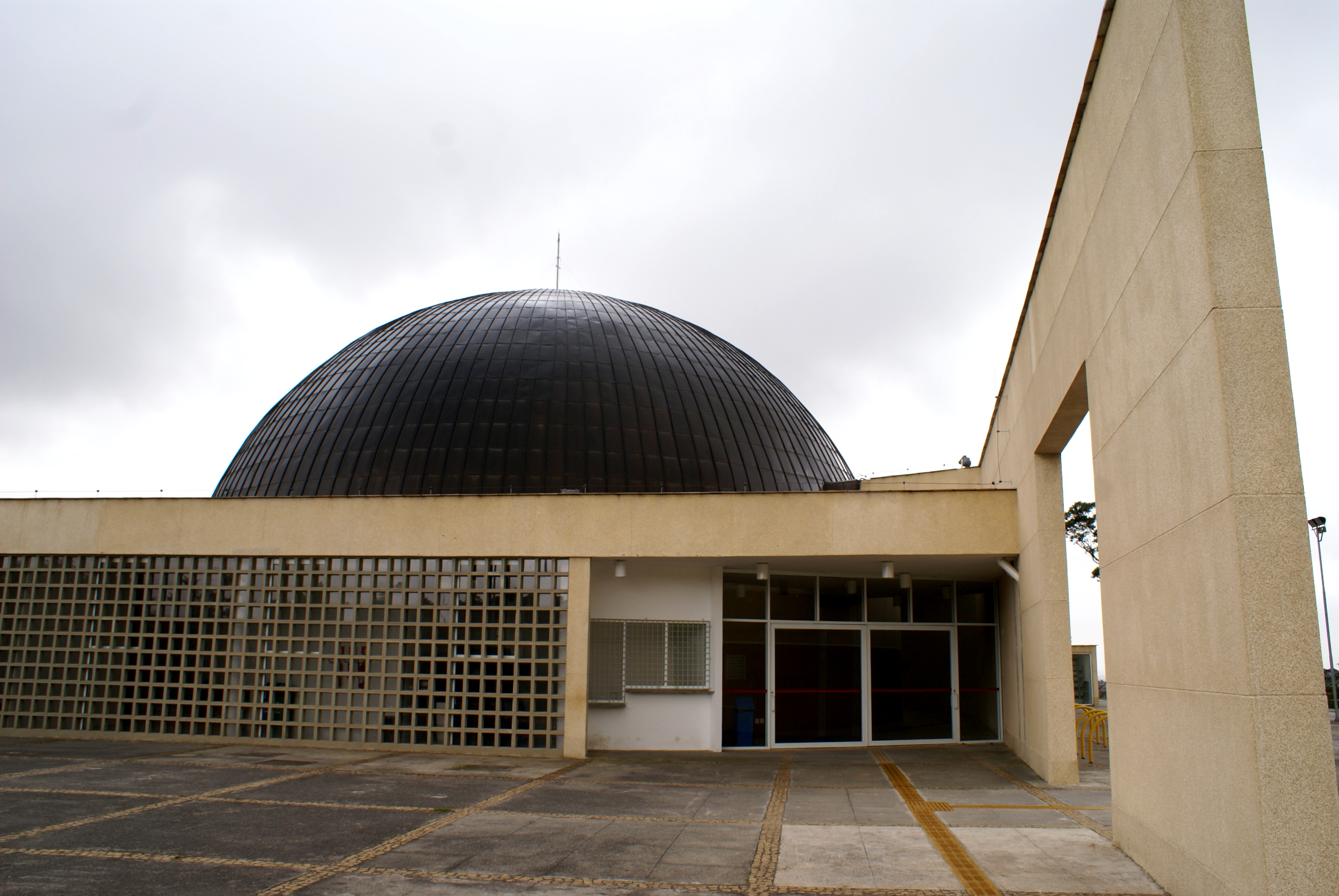
Planetário do Carmo

## Demografia

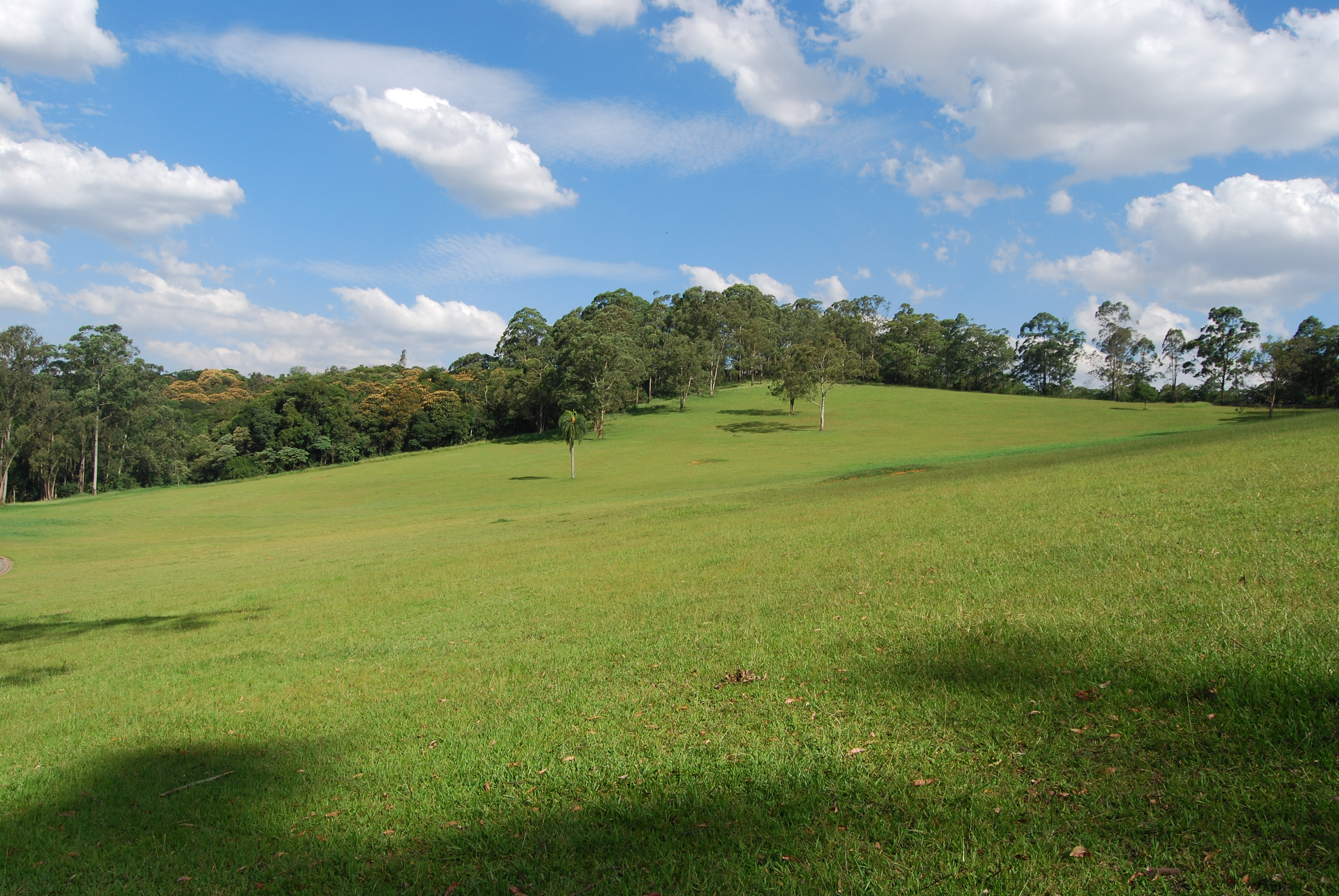
Parque do Carmo

Segundo estimativa do IBGE, dados de 2022, Parque do Carmo tem uma população total de 74.677 habitantes.
Segundo o censo da Folha no ano de 2008 a população do Parque do Carmo está composta por: brancos (45,0%), pardos (32,0%), pretos (13,0%), amarelos e indígenas (10,0%). Do total de residentes, 52% eram do do sexo feminino e 48% eram do sexo masculino.
Evolução demográfica do distrito do Parque do Carmo

### Indicadores sociais
| Classe A | 10 % |
| Classe B | 55 % |
| Classe C | 33 % |
| Classe D | 2 %  |
|          |      |

Os Indicadores sociodemográficos do censo de 2000 apontam um Índice de Desenvolvimento Humano (IDH) médio de 0,799 que o coloca na 74ª posição entre os distritos da cidade.
IDH's do ano 2000
- IDH - médio: 0,859
- IDH - renda: 0,741
- IDH - longevidade: 0,753
- IDH - educação: 0,904

A média da idade do Parque do Carmo é 35,8 anos. Em se tratando de níveis sociais, na população do distrito há um predomínio da Classe B em pesquisa feita no ano de 2008 pela Folha de S.Paulo.

## Uso do solo
A ocupação urbana do distrito é predominantemente horizontal ocupado por uma população de baixa renda e loteamentos de renda média, além de alguns condomínios verticais de renda média. Grande parte do distrito é ocupado pelo Parque do Carmo está voltada para preservação ambiental, atividades culturais e de lazer.

## Bairros
Bairros do Parque do Carmo:
- Fazenda Caguaçu
- Fazenda Nossa Senhora do Carmo
- Gleba do Pêssego
- Jardim Elian
- Jardim Marabá
- Jardim Nossa Senhora do Carmo
- Jardim Santa Marcelina
- Parque do Carmo
- Vila Chuca

## Localização geográfica

### Limites
- Norte: Rua São Teodoro, Rua Boleeiro e Rua Itapitanga.
- Sul: Avenida Aricanduva e Rio Aricanduva.
- Leste: Estrada do Pêssego, Avenida Jacu Pêssego/Nova Trabalhadores.
- Oeste: Avenida Líder, Rio Verde, Rua Montes Altos, Avenida Antônio de Souza Queiroz, Avenida Maria Luisa Americano, Rua Estêvão Dias Vergara, Rua Peixoto Viegas, Rua Lopes de Melo, Rua Joaquim Meira de Siqueira e Avenida Afonso de Sampaio e Souza.

### Distritos limítrofes
- Itaquera (Norte)
- José Bonifácio (Leste)
- Iguatemi e São Mateus (Sul)
- Cidade Líder (Oeste)

## Escudo de Armas do Distrito do Parque do Carmo
Descrição Heráldica: Sobre um campo em blau, no Cantão destro do Chefe, um Cruzeiro em ouro evocando a história da formação do Distrito com a presença dos Carmelitas no século XVIII. No Cantão sinistro do Chefe, em campo sinopla uma árvore em ouro, representando uma das maiores riquezas da região, o conjunto ecológico do Parque do Carmo. No Cantão destro do Contrachefe, em sinopla, um edifício em ouro com as janelas e a fumaça em prata, representando o desenvolvimento industrial na região. No Cantão sinistro do Contrachefe, em campo blau, linhas onduladas em prata, representando os vários rios e nascentes presentes na região. Encimando o Brasão, uma coroa mural em prata de 4 torres, representando a condição de distrito do Parque do Carmo. Em listel de prata, livre no escudo, inscreve-se nas extremidades, em blau, a legenda “Fide in Brasilia” (Fé no Brasil). E no Centro, também em blau, a legenda Parque do Carmo.